# Französischer Wald
Die Waldfläche Frankreichs umfasst 16,3 Millionen Hektar. Dies sind 29,7 % der Gesamtfläche des Landes. Zählt man die Waldfläche der französischen Überseegebiete noch hinzu, beträgt sie 246.640 km², also 36,7 % der gesamten Fläche, die zu Frankreich gehört.
In Frankreich ist der Waldbestand im 19. Jahrhundert beachtlich gestiegen. Dies wurde durch große Aufforstungsprogramme und intensive Landwirtschaft ermöglicht.

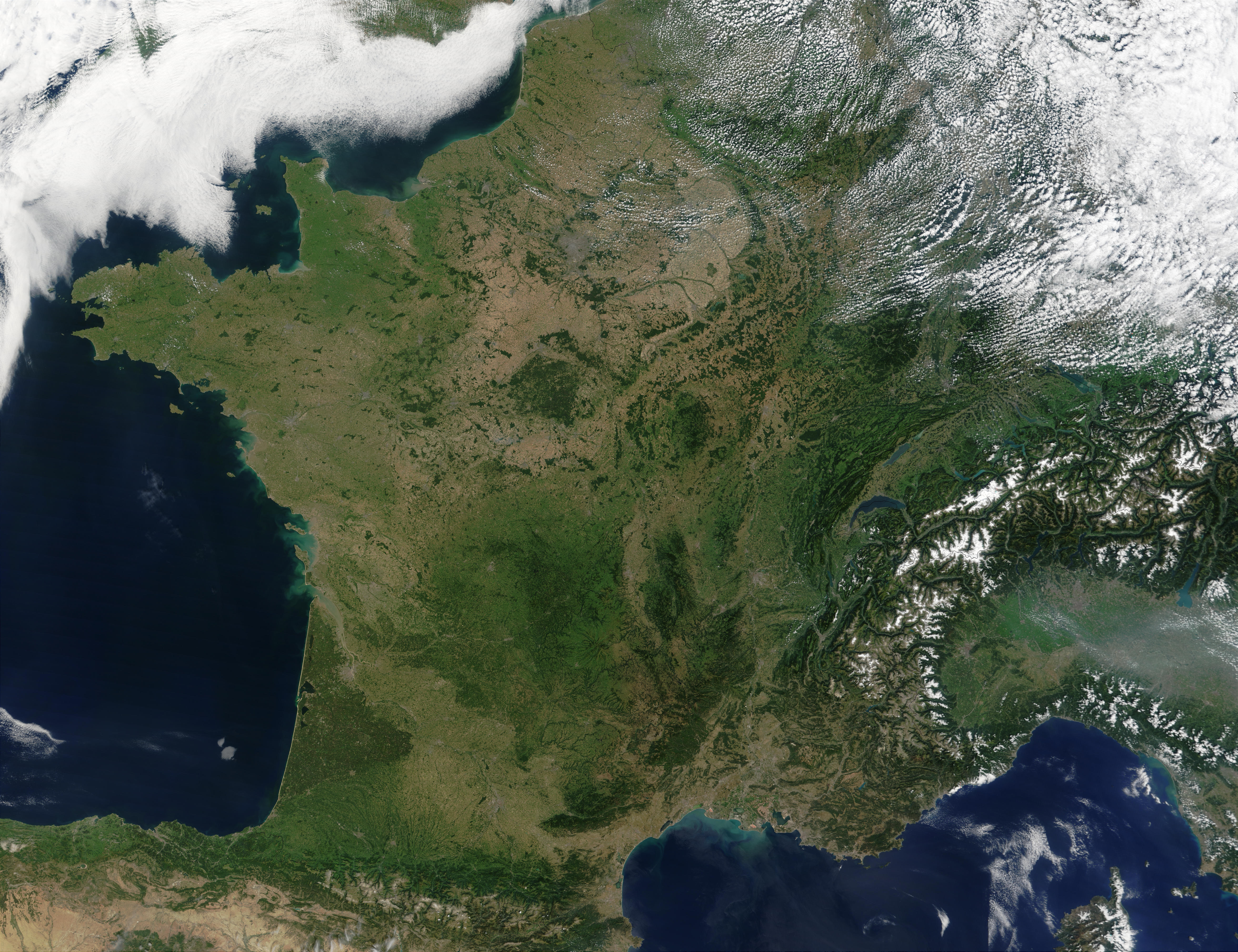
Die grüne Fläche ist der französische Wald

## Anteil der Holzarten

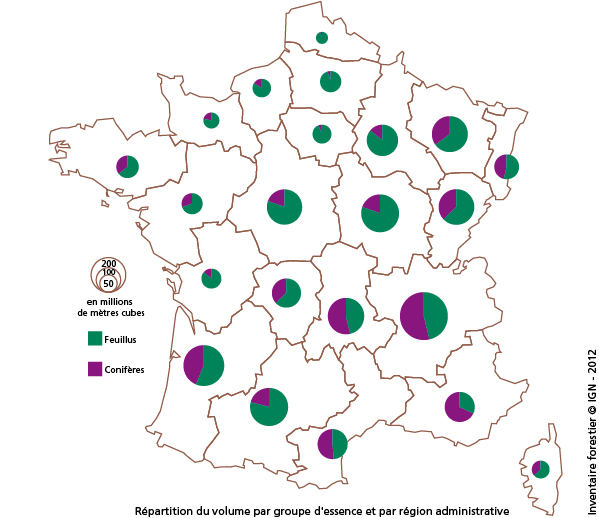
Verteilung des Volumens der Laub- und Nadelbäume in den verschiedenen Regionen

Im Jahre 2011 beträgt der Waldbestand 2,5 Milliarden Kubikmeter, aufgeteilt in 64 % Laubbäume (1594 Millionen Kubikmeter) und in 36 % Nadelbäume (880 Millionen Kubikmeter).
- Traubeneiche 11 %
- Stieleiche 12 %
- Rotbuche 11 %
- Flaumeiche 4 %
- Kastanien 5 %
- Hainbuche 4 %
- Gemeine Esche 4 %
- Andere Laubholzarten 14 %
- Fichten 7 %
- Weiß-Tanne 7 %
- See-Kiefer 6 %
- Douglasie 4 %
- Andere Nadelbaumarten 5 %

Die Vielfalt der Baumarten auf der französischen Waldfläche wird durch die drei hauptsächlichen Klimata Europas (mediterranes, kontinentales und atlantisches) begründet. Die Vielfalt der verschiedenen Böden spielt ebenfalls eine große Rolle.
Der tropische Regenwald Frankreichs besitzt keine bestimmte Baumart. Es handelt sich um eine Mischung vieler verschiedener Arten (mehrere hundert pro Hektar).

## Eigentumsverhältnisse
Drei Viertel des französischen Waldes (12,2 Millionen Hektar) sind im Privatbesitz. Der Körperschaftswald nimmt 15 % und der Staatswald 9 % der Waldfläche ein (darunter die Domänenforste (Forêt domaniale)). Der öffentliche Wald wird vom Office national des forêts verwaltet.

### Privatbesitz
Der private Wald nimmt mit 120.000 von 170.070 km² den größten Anteil (fast drei Viertel) der Waldfläche Frankreichs ein. Er ist unter 3,5 Millionen Besitzern aufgeteilt, welche jeweils im Durchschnitt 2,6 Hektar besitzen. Diese starke Parzellierung ist das Ergebnis von zahlreichen Erbteilungen, die durch den Code civil von Napoleon Bonaparte ermöglicht wurden. Der so genannte Bocage und isolierte Bäume sind im Rückgang begriffen. Angesichts der Bedeutung von Holz als Rohstoff wurden 1963 die Centres régionaux de la propriété forestière (regionale Zentren der Waldbesitzer) geschaffen. Diese Stellen beraten die Besitzer in der Bewirtschaftung ihres Waldes und überprüfen die Einhaltung des Plan simple de gestion (PSG). Ein PSG ist ein Dokument, in welches die Eigner eintragen, wie sich ihr Forst in den nächsten zehn bis zwanzig Jahren entwickeln soll. Sollte der Plan vernachlässigt werden, kann eine Geldbuße ausgesprochen werde.
In den Überseegebieten Frankreichs ist der größte Waldanteil im Staatsbesitz und privates Eigentum nur marginal.

### Staatlicher Besitz
16.490 km², was 10,1 % der gesamten Waldfläche und 3,1 % der Gesamtfläche Frankreichs entspricht (Stand 2000), sind direkt dem Zentralstaat von Frankreich unterstellt. Diese Fläche teilt sich auf 1.426 verschiedene Wälder, die durchschnittlich knapp 12 km² groß sind, auf. Darunter ist der Wald von Orléans mit rund 500 km² der größte. Viele dieser Wälder verfügen über einen alten Baumbestand und waren königliche Jagdreviere, die während der Französischen Revolution vom Staat eingezogen wurden. Eine Ausnahme dieser Regel sind die jüngeren Wälder im Nordosten von Frankreich, die während des Ersten Weltkrieges im Stellungskrieg durch Kampfhandlungen zerstört wurden und anschließend von staatlicher Seite wieder aufgeforstet wurden.

## Die Geschichte des französischen Waldes

### Zur Zeit der Gallier (500 v. Chr. bis 400 n. Chr.)
Die gallische Bevölkerung, und besonders die Druiden, hatten ein enges Verhältnis zum Wald. Er lieferte ihnen Nahrung und Getränke. Die durch Abholzungen entstandenen Lichtungen verwandelten sich, in relativ kurzer Zeit, wieder in ihren ursprünglichen, verwilderten Zustand.
Das Holz war das Grundmaterial der Gallier, dessen Verwendungszwecke sie durch die Römer kennenlernten. So wurde Holz benutzt, um Städte, Schiffe und Brücken zu bauen, Thermen und Schmieden zu heizen. Es fand zusätzlich im Weinbau Verwendung. In den Zeiten, in denen zwischen Galliern und Römern Frieden herrschte, gab es einen demographischen Aufschwung. Daraus folgend wurden die südlichen Wälder Frankreichs vom Abholzen gekennzeichnet. Die nördlichen und östlichen Wälder wurden aus strategischen Gründen von langen Straßen durchzogen. Zu diesem Zeitpunkt besaß die französische Bevölkerung noch wenig Bewusstsein für den Wald. Als im 5. Jahrhundert die Hunnen in das Land einfielen, führte dies zu einem Rückgang der französischen Bevölkerung und somit zur Verminderung des Holzverbrauchs.

### Im Mittelalter
Im Mittelalter teilten sich drei verschiedene Gruppen den Waldbesitz; dies waren die Klöster, die Adligen und das Königshaus. Die Klöster – es gab von ihnen bis zu 900 im 11. Jahrhundert – trugen viel zu der Vernichtung des Waldes bei, da sie mitten im Wald, weit von Städten und Dörfern errichtet wurden. Viele Wälder standen schon unter dem Schutz der Adligen, die den Wald benutzten, um Holz zu verarbeiten und die Jagd zu betreiben. Ebenso bot der Wald vielen Flüchtlingen Unterschlupf.
Ab dem 11. Jahrhundert begann eine neue Ära in Frankreich. Das ökonomische und demographische Wachstum wurde beschleunigt, da die Invasionen durch Normannen und Ungarn nachließen. Dadurch stieg der Holzverbrauch. Die Rodung erreichte am Ende des 12. Jahrhunderts ihren Höhepunkt.
Ab 1300 veränderte sich das Verhältnis der Bewohner des Landes zum Wald. Die Adligen fingen zum ersten Mal an, den Wald zu pflegen. Viele sorgten sich um die Zukunft der Jagd. Andere befürchteten aber auch schon einen Holzmangel und dadurch ein ökonomisches Problem. Zu diesem Zeitpunkt nahm der französische Wald nur noch 20 % der Fläche Frankreichs ein. Man musste also den Wald schützen. Am 29. Mai 1346 wurde das erste Gesetzbuch für den Schutz des Waldes erlassen. Im Jahr darauf, 1347, brach die Pest, auch Schwarzer Tod genannt, aus. Durch den damit verbundenen Bevölkerungsrückgang wurde die Rodung für einige Zeit gestoppt.

### Vom 15. bis zum 18. Jahrhundert

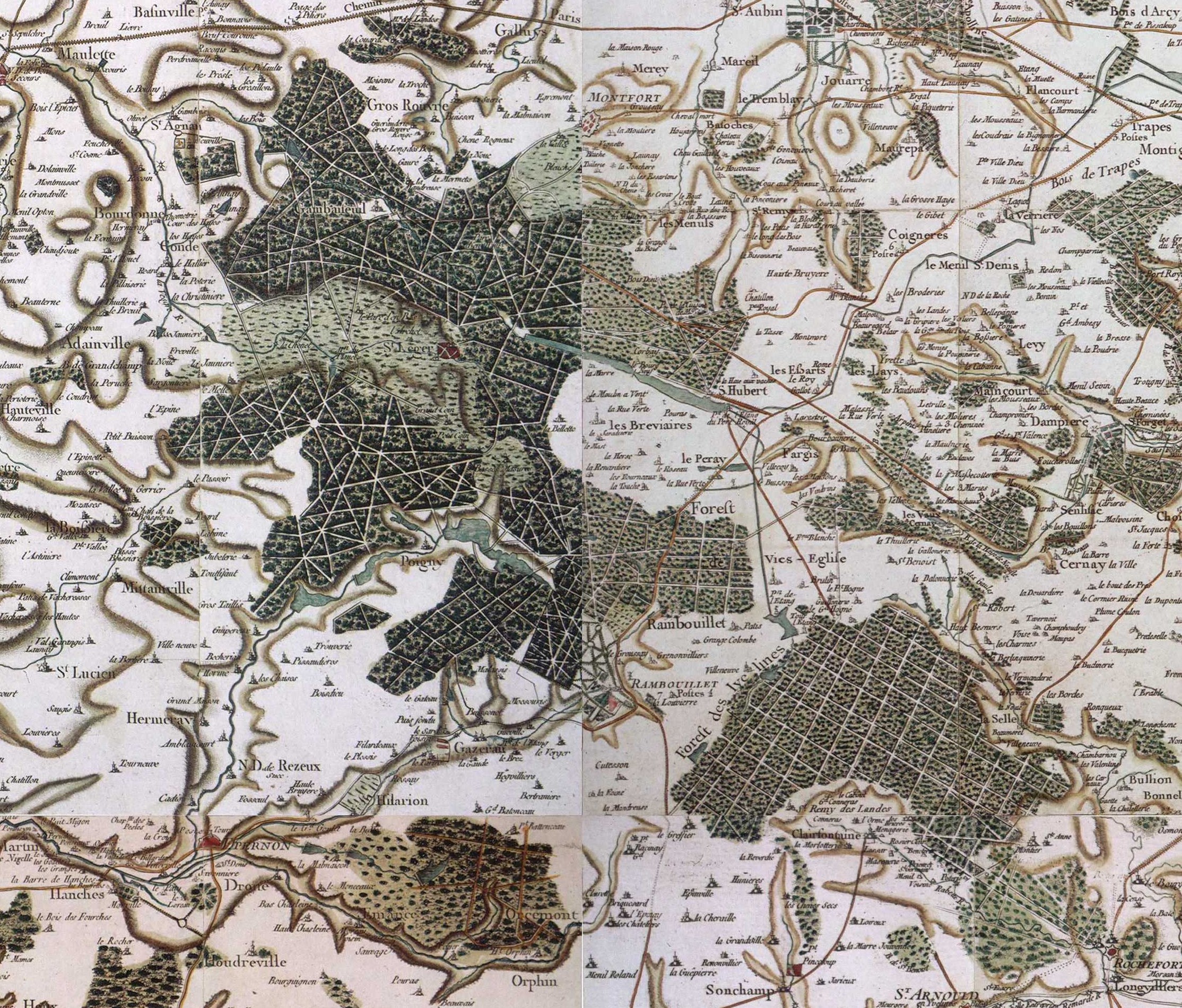
Der Wald von Rambouillet, um 1780

Ab dem 15. Jahrhundert regierte in Europa der Kapitalismus. Die meisten der Großgrundbesitzer wollten den größtmöglichen Profit erlangen. Der Verbrauch des Holzes wurde immer bedeutender. Ab diesem Zeitpunkt nahm auch der Holzhandel mit dem Ausland zu, obwohl es Luxus war, sich tropisches Holz zu leisten. In dieser Zeit kam es zu einem demographischen Aufschwung, denn die Pest war verschwunden und der Frieden trug ebenfalls seine Früchte.
Unter König Ludwig XII. gab es noch genug Waldbestand, was dazu beitrug, dass er der „gute König“ genannt wurde. Diese Situation änderte sich schnell, als sich große Städte wie Paris und Rouen immer öfter über einen Holzmangel beschwerten. Die Marine, die Glasindustrie und die Befestigungen verbrauchten viel Holz. Aber der wichtigste Holzkonsument war das Metallhandwerk. Es gab im 16. Jahrhundert ca. 460 Handwerksbetriebe, die 1/6 des gesamten Bestandes verbrauchten.
Während der zwei nachfolgenden Nachkriegsperioden, in denen die Könige passionierte Jäger waren, nahm die Sorge um den Waldbestand zu. Unter Franz II. mussten sich die Gemeinden und die Klöster zum ersten Mal an das Parlament wenden, wenn sie Holz verkaufen wollten. Durch diese Kontrolle stieg die Waldfläche wieder auf 35 % an. Die Ergebnisse waren befriedigend. Zugleich schickte der König Abgesandte in die Wälder, die nach dem Rechten schauten. Dadurch wurden viele Regionen vor dem Kahlschlag geschützt.
Das 17. Jahrhundert wurde von den Religionskriegen geprägt. Im Gegensatz zum Hundertjährigen Krieg führten diese nicht zu einem Wiedergewinn des Waldbestandes. Die Militäroperationen brauchten immer mehr Holz, um die Städte zu befestigen und um die Artillerie zu unterstützen. Zur gleichen Zeit gab es aber auch Fortschritte. Am 24. November 1560 wurde das erste französische Buch, das sich ausschließlich mit dem Wald befasste, von Claude de Malleville veröffentlicht.
Im Jahre 1661, als Ludwig XIV. an die Macht kam, veränderte sich die Situation des Waldes radikal. Der Wald umfasste nur noch 26 % der Fläche Frankreichs. Ab 1661 übernahm Finanzminister Jean-Baptiste Colbert die Waldwirtschaft, die bisher dem Oberbefehlshaber der Armee unterstanden hatte. Colbert kannte sich bereits auf diesem Gebiet aus, hatte jedoch nicht sehr viel Vertrauen in die bisherigen Angestellten. Für Neueinstellungen war das Mindestalter 25 Jahre und der Bewerber musste einen Test absolvieren. Gesetze zum Schutz des Waldes wurden erlassen. Der Verstoß wurde hart bestraft. In den privaten Wäldern durften nur noch alle 10 Jahre Bäume gefällt werden. Besitzer von Wäldern, die bis zu 50 km vom Meer oder bis zu 4 km von einem Fluss entfernt waren, mussten eine Genehmigung für den Holzverkauf besorgen. Ziel war es, den Schiffsbau zu unterstützen, der für Masten und Schiffsrumpf besonders viel Holz verschlang. Wurde die Genehmigung nicht eingeholt, mussten die Besitzer das Holz abgeben und zusätzlich 3.000 Livres Strafe bezahlen. Trotz dieser Vorkehrungen war die Fläche des Waldes 1789 geringer als im Jahr 1669.
Im 18. Jahrhundert gab es immer heftigere Revolten der Bürger. Die Friedensjahre, die dem Tod von Ludwig XV. folgten, waren für den Wald von Vorteil. Ab 1750 verschlechterte sich die Situation des Waldes wieder.
Am 24. Dezember 1772 befahl der Naturwissenschaftler René-Antoine Férchauld de Reaumur, den Wald wissenschaftlich zu untersuchen. Daraufhin wurden andere Baumarten (die Zeder, die österreichische Kiefer etc.) aus anderen Ländern nach Frankreich eingeführt. Erst in der zweiten Hälfte des 18. Jahrhunderts begann man in manchen Regionen, wie der Île de France, den Wald wieder aufzuforsten. Jedoch wurde in anderen Teilen des Landes noch viel gerodet. Die Verwaltungspolitik war nicht überall wirksam.

### Von der Revolution zum Ende des zweiten französischen Kaiserreichs
Während der Zeit ab 1785 hat sich in der Geschichte des Waldes viel verändert. Im Jahre 1852 erreichte unter der Regierung Napoleons III. die Waldfläche ihren Tiefststand von 16 %. Auf Grund der Kriege wurde viel Holz aus französischen Wäldern verbraucht. Um diesen Verbrauch wiederum aufzufangen, wurde viel Holz aus den eroberten Ländern importiert.
Obwohl die Forstwirtschaft nun stabiler als während der Revolution war, führte Napoleon mehrere Reformen durch, die nicht unbedingt vorteilhaft waren. Alle Förster mussten eine Uniform tragen, und die Hälfte der Angestellten bestand aus Kriegsverletzten oder älteren Offizieren.
Frankreich hatte die Kriege verloren und musste den Siegermächten 530475 Hektar abgeben. Zu dieser Zeit waren viele französische Förster von der deutschen Forstwirtschaft überzeugt, was unter anderem dazu führte, dass im Jahre 1820 eine Universität für die Wald- und Wasserwirtschaft in Nancy eröffnet wurde.
Im zweiten Kaiserreich wurde systematisch Aufforstung betrieben. Napoleon III. ließ 1859 rund 7654 Hektar Wald pflanzen.

### Vom 20. Jahrhundert bis heute
Zwischen den zwei Weltkriegen wurde besonders in den alten Kampfgebieten wieder viel aufgeforstet. Während dieser Periode exportierte Frankreich zwar viel Laubholz, musste aber noch 2/3 des Holzes importieren. Die Lage hat sich seit dem 20. Jahrhundert um einiges verbessert.
Im Jahre 1965 wurde die Verwaltung des Waldes dem „Office national des forêts“ (ONF) übergeben. In den letzten 25 Jahren hat sich die Fläche des Waldes um 78 000 Hektar vergrößert und ist somit jährlich um 1,6 % gestiegen.

## Nationalpark Forêts
An der Grenze zwischen den Départements Côte-d’Or und Haute-Marne liegt der 11. und neueste Nationalpark Frankreichs, der Nationalpark Forêts. Er ist dem Erhalt der Wälder auf dem Plateau von Langres gewidmet.